# Eriopyga cachia
Eriopyga cachia là một loài bướm đêm trong họ Noctuidae.